# Carter sec
Pour les articles homonymes, voir Carter.

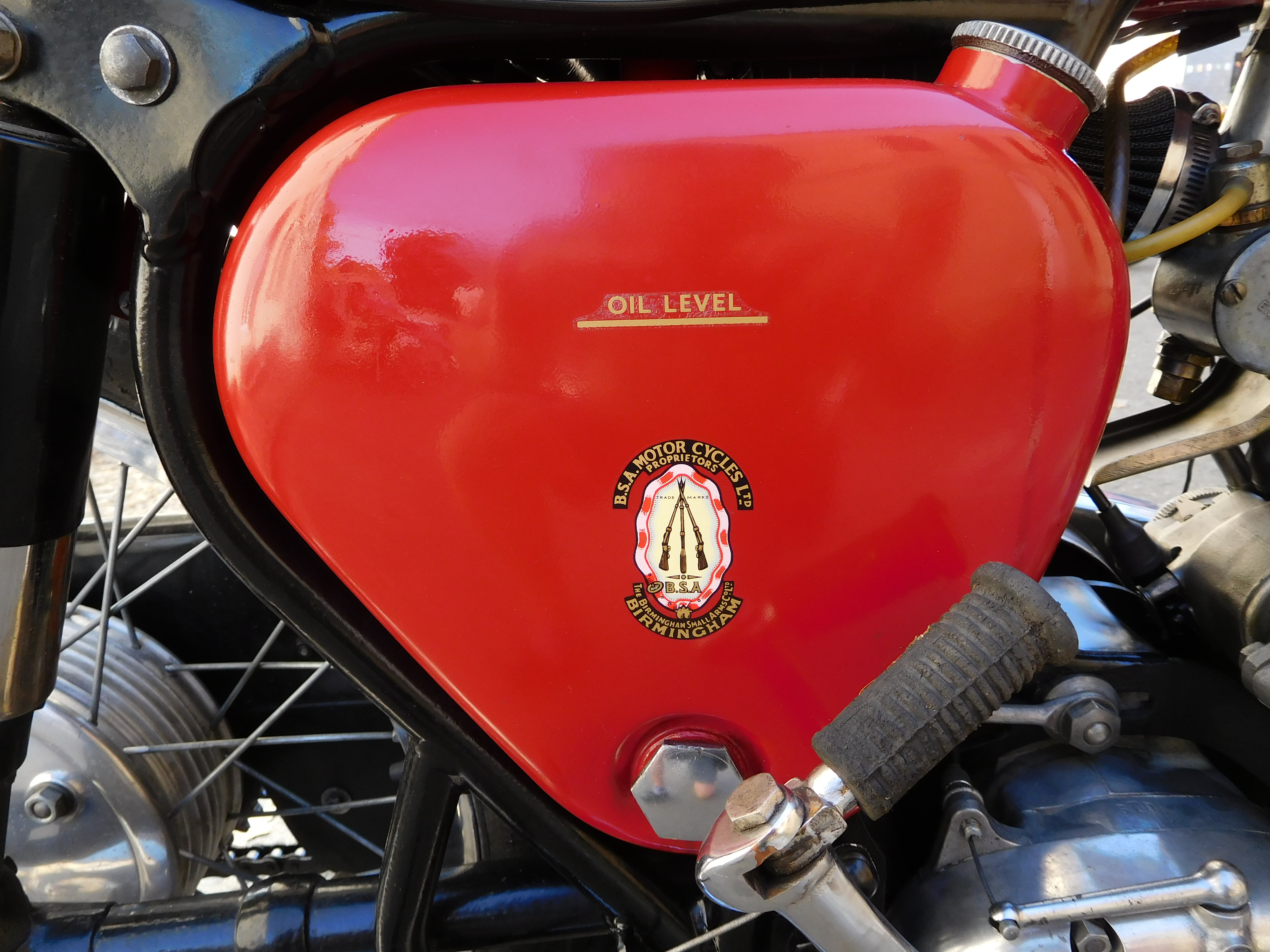
Réservoir d'huile placé sous la selle d'une BSA.

Le carter sec d'un véhicule est un système de lubrification évolué utilisant un réservoir d'huile séparé du bloc-moteur. Ce système supprime les pertes de puissance liées au barbotage du système bielle-manivelle dans l'huile. Il permet aussi une lubrification satisfaisante des moteurs qui doivent pouvoir fonctionner dans toutes les positions (ex. : avions, motos, véhicules tout-terrain), ou dont la conception fait que le carter d'huile n'est pas toujours à l'horizontale (comme sur les moteurs en étoile).

## Utilisation
La solution du carter sec est utilisée sur des motos, des voitures sportives, en Formule 1 et dans l'aviation pour les gains en architecture moteur que permet cette conception.

## Avantages
L'huile n'étant pas stockée dans le carter moteur, ce système présente plusieurs avantages :
- il réduit la hauteur du carter moteur, ce qui permet d'abaisser le centre de gravité du moteur, autorisant un meilleur comportement en courbe[1] ou d'augmenter la garde au sol, entre autres, des véhicules tout-terrain ;
- il évite les problèmes de lubrification en courbes serrées à haute vitesse[2], durant les boucles (en aviation) ou en cas de forte pente (cas des véhicules tout-terrain, chars d'assaut, etc.)[1] ;
- il évite le balourd de l'huile dans les lacets, ce qui pourrait déstabiliser les véhicules qui peuvent les aborder rapidement[2].

## Inconvénients
Le carter sec présente quelques inconvénients :
- il nécessite une ou deux pompes de vidange du carter, en plus de la pompe traditionnelle de pression d'huile ;
- il nécessite un réservoir d'huile externe au carter ; sur les motos, il est par exemple placé sous la selle (Honda CB 750 Four…) ou dans le cadre (Yamaha XT 500…) ;
- le refroidissement de l'huile doit être assuré à l'extérieur du carter moteur, ce qui est souvent réalisé par un radiateur à l'avant du véhicule ;
- le circuit de lubrification est plus complexe, ce qui augmente les couts de conception et de fabrication.

Si la plupart des véhicules automobiles terrestres utilisent un carter humide, beaucoup de voitures sportives disposent d'un carter sec, mais, pour en bénéficier pleinement, il faut utiliser des embrayages de faible diamètre (généralement multidisques) et des boîtes de vitesses spécialement conçues pour exploiter pleinement l'abaissement du centre de gravité, ce qui est, entre autres, le cas des boîtes de vitesses à double embrayage.